# Adrian Hsia
Adrian Hsia (chinesisch 夏瑞春, Pinyin Xià Ruìchūn; * 25. November 1938 in Chongqing, Republik China; † 22. November 2010 Montreal, Québec, Kanada) war ein chinesischer Literaturwissenschaftler, Germanist und Anglist, der sich besonders mit kulturellen Transformations- und Transferprozessen in der Literatur Chinas und Europas beschäftigte. Er war an den Asian German Studies beteiligt.

## Leben
Nach der Schulausbildung in Chongqing, Hongkong und Jakarta in Indonesien begann Adrian Hsia 1957 in Deutschland an der Universität Köln ein Studium der englischen und deutschen Literatur, der Soziologie und Sinologie. 1962 führte er sein Studium an der Freien Universität Berlin fort, an der er 1965 mit einer Dissertation über die Kurzgeschichten von D. H. Lawrence für eine Promotion zum Dr. phil. abschloss. Darauf folgte ein Studienjahr in Basel. Nach drei Jahren als Lehrbeauftragter für Deutsch und Englisch an der Universität Köln wechselte er 1968 an die McGill University in Montreal, an der er in verschiedenen Funktionen, ab 1998 als ordentlicher Professor am Institute for German Studies, bis zu seiner Emeritierung 2007 tätig war. Nach Krankheit starb Hsia für viele überraschend im November 2010 in Montreal.

## Forschungsfelder

### Chinesische Kulturrevolution
In der ersten wissenschaftlichen Veröffentlichung nach seiner Dissertation ging Hsia 1971 in „Die Chinesische Kulturrevolution“ den politischen und gesellschaftlichen Entwicklungen in seiner Heimat in der zweiten Hälfte der 1960er Jahre nach. Darin arbeitete er den Vorlauf, die Auslöser, der Kulturrevolution, also die Widersprüche in der Deutungshoheit über die ideologischen Grundlagen der kommunistischen Entwicklung, heraus. Er untersuchte die Rolle der verschiedenen Protagonisten dieser Zeit, wie der kommunistischen Partei, der Jugend, den roten Garden, den Arbeitern und Bauern und den Intellektuellen. Er analysierte die Bedeutung der vorherrschenden Ideologie, des Maoismus als Grundlage für die Kulturrevolution. „Die Chinesische Kulturrevolution“ gehört bis heute zu den Standardwerken für ein profundes Verständnis dieser Periode, welche die Volksrepublik China bis heute prägt, obwohl zum Publikationszeitpunkt die Kulturrevolution gerade erst ihren Höhepunkt erreicht hatte.

### Hermann Hesse und China
In seinem einflussreichsten Werk „Hermann Hesse und China“ von 1974 zeigte Hsia beispielhaft an mehreren Werken Hesses, darunter Demian, Siddharta, Der Steppenwolf, Narziß und Goldmund und Das Glasperlenspiel, wie dessen Beschäftigung mit der Philosophie Chinas sein Denken und literarisches Werk beeinflusste. Im ersten Teil des Buches verfolgte Hsia, wie Hesse als Sohn eines protestantischen Missionars, aus dem badischen Kleinstadtidyll über die indischen zur chinesischen Philosophie fand, bevor dieser 1911 mit einem Freund nach Hinterindien reiste und eigene Begegnungen mit der asiatischen Kultursphäre machte. Es wird jedoch deutlich, dass Hesses Chinabild sehr verfremdet war, da er auf seiner Reise nur Auslandschinesen traf, die versuchten, eine Stufe der chinesischen Kultur aufrechtzuerhalten, die zu dieser Zeit in China womöglich gar nicht mehr existierte. Hsia machte deutlich, dass Hesse in der chinesischen Philosophie das gefunden habe, was ihm in der indischen fehlte. Hsia führte dies auch darauf zurück, dass Hesses Sicht auf die chinesische Philosophie im Gegensatz zur indischen, nur die eines Konsumenten war und jegliche kritische Distanz vermissen ließ. Hsia beschrieb weiterhin Einflüsse und Entwicklung in Hesses Auseinandersetzung mit der Philosophie Chinas, so dessen anfängliche Begeisterung für den Buddhismus, die sich später dem Konfuzianismus zuwendete. Im zweiten Teil analysierte Hsia, wie Hesse seine Einsichten, die er aus der chinesischen Philosophie gewann, literarisch in seinen Werken verarbeitete. Dabei erarbeitete Hsia für jedes von Hesses Werken, in welchen er Elemente der chinesischen Philosophie entdeckte, eine eigene Analyse. Aus diesem Werk ergaben sich zahlreiche wissenschaftliche Kooperationen und Projekte. In der erweiterten Neuausgabe der 2. Auflage von 2002 fügte Hsia noch ein Kapitel über die Hesserezeption in Taiwan an, um den Brückenschlag nach China zurückzuverfolgen. Im gleichen Jahr war er Gründungsmitglied der internationalen Hermann-Hesse-Gesellschaft e. V. in Calw. in deren Zeitschrift er später mehrere Artikel veröffentlichte.

### Chinabild in der europäischen Literatur
In den 1980er und 1990er Jahren dehnte Hsia sein Forschungsspektrum auf die gesamte mitteleuropäische und englische Literatur aus und untersuchte, wie sich China als Kulturphänomen in der Literatur Europas niedergeschlagen hat. Dabei erkannte er, dass es über die Jahrhunderte hinweg mehrere entscheidende Veränderungen im Bild gegeben habe, welches die großen Autoren Europas von China zeichneten, von Johann Wolfgang von Goethe über Hegel und Kant bis zu Schriftstellern des 20. Jahrhunderts, wie z. B. Hesse und Kafka. Hsia setzte einen Zentralpunkt dieser Forschung u. a. auf das chinesische Theaterstück Zhao shi gu'er de da baochou 赵氏孤儿的大报仇 (Die große Rache des Waisenkindes der Familie Zhao) aus der Zeit der chinesischen Yuan-Dynastie. Er verfolgte, wie das Stück in Europa mehrfach adaptiert und dabei jeweils an andere Schauplätze verlegt wurde, von China wie bei Voltaire 1753, über Indien wie bei Christoph Martin Wieland 1772, bis nach Griechenland wie bei Goethes unvollendetes Dramafragment „Elpenor“ 1783. Dabei wurde für Hsia immer deutlicher, dass die Bilder, mit welchen die europäischen Autoren China beschrieben, ob positiv oder negativ, mit dem realen China zu ihrer Zeit nur wenig gemein hatten und China eher als Projektionsfläche eigener Idealvorstellungen und Kritik gegenüber der eigenen Gesellschaft und somit als Mittel zur Selbstbespiegelung diente. Die Gemeinsamkeit aller Beschreibungen von China sei, so Hsia, dass solch ein China niemals real existiert hätte, sondern die Beschreibungen nur Elemente einer kulturellen Konstruktion oder einer Vision von China gewesen wären. Um den Unterschied zwischen dem realen China und der Gesamtheit der Chinabilder zu verdeutlichen, fasste er letztere unter dem Begriff „Sinismus“ (bzw. Sinism im Englischen) zusammen. Seine Definition eines „Sinismus“ lehnte er dabei an den Orientalismus an, von dem er zeigte, dass dieser mit dem Orient, in welchem auch China platziert wird, ein Agglomerat von Kulturen zusammenfasse, denen ähnlichen Charakterzügen zugeschrieben werden, welches es aber so nicht gäbe und daher sei der Orient schlicht eine „Nichtidentität“. Um China daraus zu lösen, führte er den Begriff „Chinesien“ (bzw. „Chinesia“ im Englischen) ein, um darzustellen, wie willkürlich das chinesische Konstrukt der europäischen Literatur sei. Europa sei in vieler Hinsicht, besonders während der Aufklärung von diesen Chinabildern geprägt worden. Hsia war der Auffassung, dass die moderne europäische Geistesgeschichte ohne die Beschäftigung mit dem realen oder fiktiven China undenkbar wäre. Um dem Leser einen Gesamteindruck dieser Einflüsse zu geben, veröffentlichte Hsia 2010 mit „China-Bilder in der europäischen Literatur“ sein wissenschaftliches Gesamtwerk, in welchem er die Ergebnisse aller englisch- und deutschsprachigen Veröffentlichungen zum europäischen Chinabild in einem Band zusammenstellte.

## Veröffentlichungen (Auswahl)
- D. H. Lawrence, Die Charaktere seiner Kurzgeschichten in Handlung und Spannung (zugleich Dissertation an der Universität Köln, 1965). Bouvier, Köln 1968.
- Die Chinesische Kulturrevolution. Zur Entwicklung der Widersprüche in der chinesischen Gesellschaft. Luchterhand, Neuwied/Berlin 1971.
- Hermann Hesse und China. Darstellung, Materialien und Interpretationen. Suhrkamp, Frankfurt am Main 1974.
- als Hrsg.: Hermann Hesse im Spiegel der zeitgenössischen Kritik. Francke, Bern/München 1975.
- als Hrsg.: Hermann Hesse Heute. Bouvier, Bonn 1980.
- als Hrsg.: Deutsche Denker über China. Insel, Frankfurt am Main 1985. Als E-Book 2018 neu erschienen im WandTiger Verlag.
- als Hrsg.: Kafka and China. Peter Lang, Bern u. a. 1996.
- Chinesia: The European Construction of China in the Literature of the 17th and 18th Centuries (= Communicatio. Studien zur Europäischen Literatur und Kulturgeschichte. Band 16). Niemayer, Tübingen 1998.
- als Hrsg.: The Vision of China in the English Literature of the 17th and 18th Centuries. The Chinese University Press, Hongkong 1998.
- China-Bilder in der europäischen Literatur. Königshausen & Neumann, Würzburg 2010.